# Radzice Duże
Radzice Duże (prononciation [raˈd͡ʑit͡sɛ ˈduʐɛ]) est un village de la gmina de Drzewica, du powiat d'Opoczno, dans la voïvodie de Łódź, situé dans le centre de la Pologne.
Il se situe à environ 4 kilomètres à l'ouest de Drzewica (siège de la gmina), 12 kilomètres au nord-est d'Opoczno (siège du powiat) et 76 kilomètres au sud-est de Łódź (capitale de la voïvodie).
Sa population s'élevait approximativement à 730 habitants en 2006.

## Administration
De 1975 à 1998, le village était attaché administrativement à l'ancienne voïvodie de Radom.

Depuis 1999, il fait partie de la nouvelle voïvodie de Łódź.